# Schoutenia kostermansii
Schoutenia kostermansii är en malvaväxtart som beskrevs av Roekm.-hart.. Schoutenia kostermansii ingår i släktet Schoutenia och familjen malvaväxter. Inga underarter finns listade i Catalogue of Life.